# Der Gast aus der anderen Welt
Der Gast aus der anderen Welt ist ein Stummfilmmanuskript der deutschen Schriftstellerin Clara Viebig aus dem Jahr 1913, das 1914 von einem dänischen Filminstitut verfilmt wurde. Der Film ist nicht erhalten, jedoch geben zahlreiche Szenenfotos eine Vorstellung davon, dass Viebigs Text authentisch umgesetzt worden ist.
Die sozialkritische Handlung zeigt die Probleme eines langjährigen Strafgefangenen auf, der sich nach seiner Entlassung in der gewandelten Welt nicht mehr zurechtfindet und in sozialer Hinsicht ebenfalls nicht ins Leben zurückzufinden vermag, sodass er letztendlich den Tod sucht.

## Handlung
Friedrich Blaske sitzt in einem Berliner Zuchthaus. Er ist in seiner Jugend seiner Arbeitsstelle ferngeblieben, wurde entlassen und geriet in schlechte Gesellschaft, wo er zum Verbrechen angestiftet worden ist. Er wurde zu lebenslänglicher Strafe verurteilt, weil er einen Raubmord an der Verkäuferin eines Goldschmiedes begangen hat.
Das Leben im Zuchthaus hat Blaske krank gemacht. Er hat Atemnot, ist schwerhörig geworden und leidet unter Albträumen, in denen ihn seine Tat verfolgt. Wegen guter Führung wird Blaske nach 35 Jahren Haft begnadigt und vorzeitig entlassen. Durch Tütenkleben hat er sich einiges an finanziellen Mitteln erarbeitet.
Der erste Weg in Freiheit führt Blaske zum Grab der verstorbenen Mutter. Über den ungepflegten Zustand des Grabes ist er erschüttert. Er will seine Schwester Minna aufsuchen, deren Anschrift er von der Friedhofsverwaltung erfährt. In dem mittlerweile sich zur pulsierenden Metropole gewandelten Berlin nach 1900 findet sich Blaske kaum mehr zurecht. Er fürchtet die vielen Menschen, das hohe Verkehrsaufkommen und die Straßenbahn, und gar ein Zeppelin erschreckt ihn heftig.
Die Menschen behandeln Blaske als Sonderling; die Schwester und insbesondere der Schwager wollen mit ihm nichts zu tun haben. Blaske kehrt zum Gefängnis zurück und will dort erneut aufgenommen werden, aber man weist ihn ab. Er sucht einen  einsamen Fleck im Wald, wo er sich in der Natur geschützt fühlt. Jedoch findet er, wegen seiner ermatteten Kräfte, in der Nacht den Tod.

## Das Motiv des Strafgefangenen in der Literatur

### Pionierarbeiten und spätere Umsetzungen
Mit der frühen Aufnahme des Motivs des Strafgefangenen in 1913 nimmt Viebig, zusammen mit ihrem Schriftstellerkollegen Hermann Sudermann, eine Vorreiterrolle ein. Sudermann hat bereits 1905 in seinem Schauspiel Stein unter Steinen einen entlassenen Strafgefangenen dargestellt, der sich erfolgreich einen Platz im Leben sichert. Im Gegensatz hierzu gelingt dies Viebigs Protagonisten nicht.
Nach einiger Zeit wird das Motiv des Strafgefangenen in der Literatur erneut aufgenommen. Franz Biberkopf in Alfred Döblins Berlin Alexanderplatz, 1929, der entlassene Wilhelm Voigt in Carl Zuckmayers Schauspiel Der Hauptmann von Köpenick, 1930, und Hans Falladas Willi Kufalt in dessen Roman Wer einmal aus dem Blechnapf frisst, 1934, sind ebenfalls Straffällige, die mehr oder weniger gut mit ihrem Leben zurechtkommen.

### Strafgefangene in Viebigs Werk
Viebig, die in naturalistischer Manier häufig Randexistenzen der Gesellschaft darstellt, widmet sich auch solchen, die mit den Gesetzen in Konflikt geraten sind. In der Novelle Der Wolf, 1901, zeichnet sie die Nöte der Strafgefangenen nach, die ihrem Aufseher seine Frau neiden, was einen Gefangenen dazu animiert, sich an einem weiblichen Wesen zu vergreifen. In der Novelle Die letzte Nummer 1905, thematisch dem Gast aus der anderen Welt ähnlich, wird ein Gefangener absichtlich straffällig, weil er sich draußen in der Welt nicht mehr zurechtfindet. Diese Figuren finden sich im Roman Das Kreuz im Venn in leicht veränderter Form wieder.
Auch im 1929 veröffentlichten historischen Roman Charlotte von Weiß übt Viebig indirekt Kritik an der Härte des Strafmaßes in Preußen, für einen Soldaten, der wegen Insubordination zu 20 Jahren Kerkerhaft verurteilt wird und für eine Frau, die das Neugeborene ihrer schwachsinnigen Tochter getötet hat und dafür öffentlich enthauptet wird.

## Zum Autorenfilm
Im Jahr 1912 gerät die Kinematographie in eine Krise, da der Vorwurf erhoben wird, auf der Leinwand würden lediglich triviale Stoffe gezeigt. Im „Kampf gegen Schmutz und Schund“ werden Zensurmaßnahmen ergriffen und um das Image des Films aufzuwerten, begegnen Filmproduzenten diesem Vorwurf mit der Etablierung des „Drehbuch-“ bzw. des „Autorenfilms“. Man wirbt damit, dem deutschen Kinopublikum Gelegenheit zu bieten, „Werke unserer Schriftsteller kennen zu lernen“. Bekannte Autoren, wie Gerhart Hauptmann, Arthur Schnitzler oder Hugo von Hofmannsthal – und Clara Viebig – schreiben für den Film, wobei epische Werke verfilmt werden oder die Schriftsteller Drehbücher verfassen.
In jener Zeit wandelt sich die dänische Filmindustrie zu einem der größten Filmproduzenten Europas. Die „Nordisk Films Kompagni“ in Kopenhagen produziert Textvorlagen deutscher Schriftsteller in deutschen Studios. Hierbei geht es nicht um die Abfassung von Dialogen, da die Aussage des Stummfilms über eine Bildpartitur transportiert wird, welche die Beseelung des stummen Geschehens leisten muss. Die Handlung wird in Szenen zerlegt, die nach den Gesetzen von Spannung und Kontrast gruppiert werden, und metasprachliche Textelemente müssen Angaben zur Kameraeinstellung und -perspektive, zu Einstellungsdauer, Beleuchtung, Sondereffekten und Zwischentiteln bis zu Ort und Kostümen enthalten.
Zum Drehbuchschreibens werden zu jener Zeit mehrere Leitfäden verfasst, in denen eine stringente Gliederung und ein straffer Aufbau, die Markierung der Titelzeilen durch Nummerierung und graphisch abgesetzte Textteile verlangt werden, neben Detailgenauigkeit bei der Beschreibung von Raum, Bewegungen und psychologischer Motivation. Viebigs Filmtext ist, diesen Vorgaben folgend, stringent in drei Akte mit 33, 72 und 20 Bildern gegliedert und enthält Angaben zu den Handlungsorten.

### Verfilmung und Aufführung
1913 geht Viebig einen Vertrag mit der Nordisk Film Kompagni über die Abfassung eines Autorenfilms ein, wobei die deutsche Tochterfirma „Nordische Films Co Berlin“ mit der Herstellung betraut wird. August Blom, der sich als ein führender Regisseur einen Namen gemacht hat, übernimmt die Regie des Gastes aus der anderen Welt. Aage Hertel erhält die Hauptrolle des Blaske, weitere Rollen werden von Agnes Andersen, Philip Bach, Oluf Billesborg und Vita Blichfeldt besetzt. Mit einer Länge von 950 Metern läuft der Dreiakter eine knappe Stunde. Klassifiziert wird er als „Melodram“, ein Filmgenre, das sich mit innerseelischen Konflikten beschäftigt, gleichzeitig ist er als „Verfasser- oder Autorenfilm“ ausgewiesen.
Der Film wird am 16. April 1914 zur Aufführung freigegeben und in einigen europäischen Ländern aufgeführt, so in Deutschland, Norwegen, in Dänemark, in der Schweiz und in den Niederlanden. In Berlin und in Hamburg wird der Film später mit Jugendverbot belegt.

## Kritiken

### Kritik des Manuskripts
Viebigs Filmtext erweist sich als zweigeteilt: Der erste Akt ist als „Rohdrehbuch“ konkret ausgestaltet und enthält Anweisungen zur Ausstattung von Ort und Schauspielern, deren Mimik und Gestik sowie für Kamera- und Lichtführung. Dies schwindet im zweiten und im dritten Akt, die Treatment-Charakter aufweisen.
Bei Viebig fällt im zweiten Akt mehr und mehr eine Verschriftlichung auf. Dies mag für die Handlungsführung sinnvoll sein, dem Wesen des Stummfilmes entspricht es nicht. Schrift sei „möglichst wenig“ zu verwenden, dafür müssten „die Bilder selbst den Gedankeninhalt des Stückes umso deutlicher erkennen lassen“, sonst bleibe „das erklärende Täfelchen […] wirkungslos.“ Den Figuren seien „Worte in den Mund“ zu legen, „welche sie sehr gut durch Gebärden ausdrücken können.“ Da es sich nicht um einen epischen Text handele, stempele „der beliebte Deus ex machina in Briefform, sowie die Aufklärung durch Untertexte […] das Filmdrama zu einer Kunstfälschung.“ In der einschlägigen Literatur wird gewarnt: „Jede Aufschrift ist eine Unterbrechung der Handlung“, und „ein schönes, stimmungsvolles Bild zu unterbrechen ist ein Fehler, denn die ganze Stimmung wird dadurch mit grober Faust zerstört.“

### Filmkritik
Die Kritiker sind über den Film gespaltener Auffassung. Die Kinematographische Rundschau, in welcher der Verleih des Filmes beworben wird, bewertet ihn positiv. Die Schriftstellerin des Naturalismus und des Arme-Leute Stückes, die in ihrem Kinostück „ihre ganze Marke offenbar[e], wird hier gelobt.“ Blaske sei „so recht eine Gestalt aus ihrer Welt.“ Insgesamt sei der Film „mit großer Wirkung in prächtigen Farben gezeichnet“ und mache „seiner Autorin alle Ehre.“ Dieses Verdienst gebühre auch Aage Hertel, der „mit großem Verständnis eine künstlerische Meisterleistung“ erbringe, „wie das ganze Werk der Nordisk eine Meisterleistung“ sei.
Das Urteil des Filmkritikers Ludwig Hamburger ist ambivalent. Insgesamt balanciere der Inhalt des Filmes dennoch „bedenklich zwischen Kitsch und Unnatürlichkeit, wenn er auch immerhin eine dichterische Idee“ umsetze. Als „sentimental und hintertreppenartig« bezeichnet Hamburger die Szene, in der Blaske die Anschrift seiner Schwester vom Totengräber erfahre, die Bitte um Wiederaufnahme ins Zuchthaus kritisiert er als »dramatisch ziemlich lahm“, und „über den Schluss“ lasse sich „streiten“ (S. 20). Gelungen sei Blaskes angsterfüllte Reaktion angesichts des Aeroplans; die Szene, in der Blaske der Familie seiner Schwester das Geld auf den Tisch werfe, löse „erschütterndes Empfinden aus“; auch die Flucht aus der Stadt sei „packend“ (S. 20). Letztlich lobt Hamburger, der Film sei „in seiner grenzenlosen Weltentrücktheit […] mit wundervoller künstlerischer Maßhaltung gestaltet“ (S. 20) und übertreffe insofern die Verfilmung von Hauptmanns Atlantis (S. 20).
Enttäuscht ist der Dichter und Filmkritiker Karl Bleibtreu (1859–1928), der insbesondere die ihm wichtigen Gestaltungsmerkmale der Filme von Ulk, Komik oder Ironie vermisst: „Peinlich ernst führt uns […] ›Der Gast einer andern Welt‹ (sic!) in des Zuchthauses heilige Hallen, nur das ausgezeichnete Spiel macht diese Studie nach Klara Viebig erträglich.“
In Viebigs Geschichte ist der ehemalige Häftling keinerlei Versuchung ausgesetzt, was realitätsfremd wirkt. Im Gegensatz hierzu hat Franz Biberkopf in Döblins Berlin Alexanderplatz mit zahlreichen Versuchungen zu kämpfen, Zuckmayers Wilhelm Voigt im Hauptmann von Köpenick greift zu einer betrügerischen List, um an einen Pass zu kommen, oder Falladas Blechnapf-Kufalt wird immer wieder vom Leben ein Bein gestellt.
Viebig beschränkt sich in naturalistischer Manier auf die Beschreibung des menschenfeindlichen Zuchthausmilieus. Kaum motiviert scheint Blaskes Läuterung nach 35 Haftjahren, ausgelöst durch einen Traum und einen Bibelspruch, zumal im weiteren Handlungsverlauf metaphysische Komponenten fehlen. Der ehemalige Häftling verhält sich höflich, gedenkt der toten Mutter und wehrt sich nicht gegen die missachtende Haltung der Familie. Diese Figur erhält etwas engelhaft Schwebendes; ohne Ecken und Kanten. Auch zieht sich ein düsterer Zug durch Viebigs Geschichte. Dies kollidiert mit den derzeitigen Forderungen an einen guten Film, nämlich die Gestaltung eines Menschen, mit dem sich der Zuschauer identifizieren kann und den er in „gefährlichen und grotesken Situationen erblickt.“
Dennoch ist festzuhalten, dass Viebig bereits im Jahr 1913 an einer fehlenden Resozialisierung beim Strafvollzug und am Unverständnis der Umwelt implizit Kritik übt. Damit greift sie als eine der ersten Literaten ein innovatives sozialkritisches Thema auf, wenngleich dies zur Produktion eines Stummfilms nur bedingt geeignet ist.

## Ausgaben

### Textausgaben
- Der Gast aus der anderen Welt, Manuskript, o. O. [Berlin], o. D. [1913], o. S. [33 S.]
- Der Gast aus der anderen Welt, Abdruck des Manuskripts, in: Elster, Hanns Martin (Hrsg.): Deutsche Dichterhandschriften – Clara Viebig, Dresden: Lehmann & Schulze 1920, o. Paginierung [33 S.].
- Der Gast aus der anderen Welt, Typoskript von Sophie Lange, Nettersheim: 2008 in: https://www.sophie-lange.de/clara-viebig-die-eifeldichterin/der-gast-aus-der-andern-welt/index.php.
- Szenenfotos unter Blom, August (Regisseur): Tugthusfange No. 97, in Det Danske Filminstitut, Kopenhagen, 1914; in: https://www.dfi.dk/viden-om-film/filmdatabasen/film/tugthusfange-no-97 (Film ist nicht erhalten).

### Filmaufführungen
Freigabe: 16. April 1914
- Deutschland: Der Gast aus der anderen Welt.
- Norwegen: ›Tugthusfange Nr. 97‹, (›Zuchthausgefangener Nr. 97‹), später ›En Cjest fra en anden verden‹ (›Ein Gast aus einer anderen Welt‹).[33]
- Dänemark: ›Tugthusfange nr. 97‹ ›En Gæst fra en anden Verden‹.[34]
- Schweiz: Der Gast aus der anderen Welt.[35]
- Niederlande: ›Uit een andere Wereld‹ (›Aus einer anderen Welt‹).[36]